# V501 Андромеды
V501 Андромеды (лат. V501 Andromedae) — карликовая новая, двойная катаклизмическая переменная звезда типа U Близнецов (UG:) в созвездии Андромеды на расстоянии приблизительно 2,52 млн световых лет (около 772 тыс. парсеков) от Солнца. Видимая звёздная величина звезды — от менее +19,5m до +18,13m.

## Характеристики
Первый компонент — аккрецирующий белый карлик.